# Смирнов, Георгий Николаевич
Гео́ргий Никола́евич Смирно́в (21 января 1901, Морки, Царевококшайский уезд, Казанская губерния, Российская империя ― 4 января 1962, Козьмодемьянск, Марийская АССР, РСФСР, СССР) ― советский врач-фтизиатр. Главный врач Козьмодемьянской городской больницы (1934―1952) и Козьмодемьянского противотуберкулёзного диспансера Марийской АССР (1934―1960). Заслуженный врач РСФСР (1959).

## Биография
Родился 21 января 1901 года в посёлке Морки ныне Моркинского района Марий Эл.
В 1928 году окончил Казанский государственный университет.
В 1928―1931 годах ― заведующий Мари-Турекской районной больницей Марийской автономной области.
В 1934―1952 годах ― главный врач городской больницы, тогда же по совместительству и 1952―1960 годах ― главный врач противотуберкулёзного диспансера в г. Козьмодемьянске Марийской АССР.
В 1959 году за заслуги в области здравоохранения ему присвоено почётное звание «Заслуженный врач РСФСР». Награждён орденом «Знак Почёта»,  медалями и дважды — Почётной грамотой Президиума Верховного Совета Марийской АССР.
Скончался 4 января 1962 года в Козьмодемьянске. 

## Звания и награды
- Заслуженный врач РСФСР (1959)[1][2]
- Заслуженный врач Марийской АССР (1944)[1][2]
- Орден «Знак Почёта» (1951)[1][2]
- Медаль «За доблестный труд в Великой Отечественной войне 1941—1945 гг.» (1946)[1][2]
- Почётная грамота Президиума Верховного Совета Марийской АССР (1951, 1961)[1][2]

## Память
Некоторые фотодокументальные материалы из личного архива заслуженного врача РСФСР и Марийской АССР Г. Н. Смирнова ныне хранятся в Козьмодемьянском музейном комплексе.